# ラット諸島

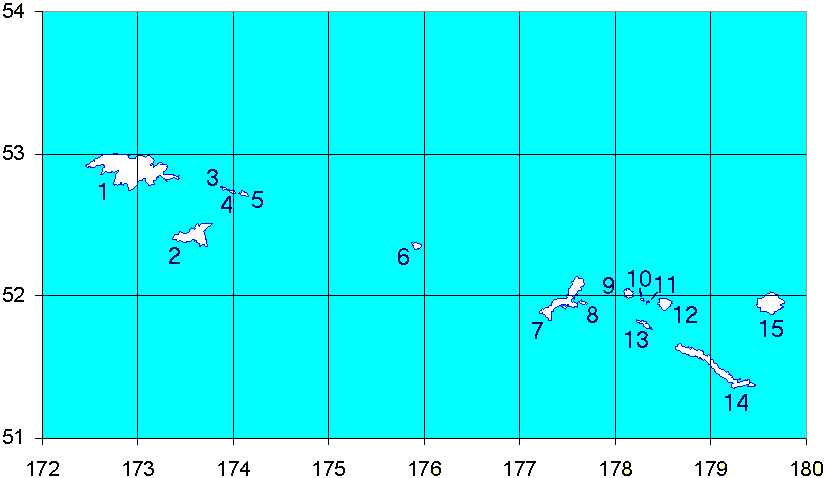
7-15 ラット諸島
7 - キスカ島
8 - 小キスカ島
9 - セグラ島
10 - クヴォストフ島
11 - ダヴィドフ島
12 - 小スィッキン島
13 - ラット島
14 - アムチトカ島
15 - セミソポクノイ島

ラット諸島（英:Rat Islands）は、アメリカ合衆国アラスカ州に属するアリューシャン列島の一部で、ニア諸島とアンドリアノフ諸島の間にある諸島である。

## 地理
北緯52度6分、西経177度36分付近に位置する。
主な島はキスカ島、アムチトカ島など。

## 歴史
ラット諸島の名前は1827年にフョードル・リトケによって付けられた名前（露:Крысьи острова）を英語に翻訳したもの。ネズミが多く繁殖していたことにちなむ。